# Санґруд
Санґруд (перс. سنگرود) — село в Ірані, у дегестані Джіранде, у бахші Амарлу, шагрестані Рудбар остану Ґілян. За даними перепису 2006 року, його населення становило 298 осіб, що проживали у складі 77 сімей.

## Клімат
Середня річна температура становить 10,09°C, середня максимальна – 25,73°C, а середня мінімальна – -7,11°C. Середня річна кількість опадів – 348 мм.
| Клімат поселення                              | Клімат поселення | Клімат поселення | Клімат поселення | Клімат поселення | Клімат поселення | Клімат поселення | Клімат поселення | Клімат поселення | Клімат поселення | Клімат поселення | Клімат поселення | Клімат поселення | Клімат поселення |
| Показник                                      | Січ.             | Лют.             | Бер.             | Квіт.            | Трав.            | Черв.            | Лип.             | Серп.            | Вер.             | Жовт.            | Лист.            | Груд.            |                  |
| Середній максимум, °C                         | 4,43             | 5,11             | 8,05             | 14,46            | 19,35            | 23,87            | 25,57            | 25,73            | 22,41            | 18,51            | 12,08            | 6,35             |                  |
| Середня температура, °C                       | −1,33            | −0,66            | 2,27             | 8,69             | 13,58            | 18,10            | 20,53            | 20,69            | 17,38            | 13,48            | 7,03             | 1,30             |                  |
| Середній мінімум, °C                          | −7,11            | −6,44            | −3,52            | 2,91             | 7,80             | 12,34            | 15,49            | 15,67            | 12,33            | 8,44             | 2,00             | −3,72            |                  |
| Норма опадів, мм                              | 34               | 35               | 60               | 52               | 32               | 8                | 8                | 6                | 7                | 24               | 37               | 45               |                  |
| Середньомісячна швидкість вітру, м/с          | 1.87             | 2.42             | 2.67             | 2.96             | 2.78             | 2.72             | 2.85             | 2.69             | 2.31             | 2.12             | 2.12             | 1.85             |                  |
| Середньомісячна сонячна радіація, кДж/м²·день | 7510             | 10056            | 12622            | 16768            | 21079            | 24837            | 25246            | 22155            | 18446            | 12845            | 9321             | 7307             |                  |
| --------------------------------------------- | ---------------- | ---------------- | ---------------- | ---------------- | ---------------- | ---------------- | ---------------- | ---------------- | ---------------- | ---------------- | ---------------- | ---------------- | ---------------- |
| Джерело:                                      |                  |                  |                  |                  |                  |                  |                  |                  |                  |                  |                  |                  |                  |